# 罗马涅 (吉伦特省)
罗马涅（法語：Romagne，法語發音：[ʁɔmaɲ]）是法国吉伦特省的一个市镇，属于朗贡区。

## 地理
罗马涅（44°45'36"N, 0°11'49"W）面积5.15 平方千米，位于法国新阿基坦大区吉倫特省，该省份为法国西南部沿海省份，是法國本土面积最大的省，北起滨海夏朗德省，西临大西洋，南至朗德省，东南接洛特-加龍省，东临多爾多涅省。
与罗马涅接壤的市镇（或旧市镇、城区）包括：诺让和波斯蒂亚克、贝勒丰、塞萨克、库尔皮亚克、代尼亚克、法莱拉。

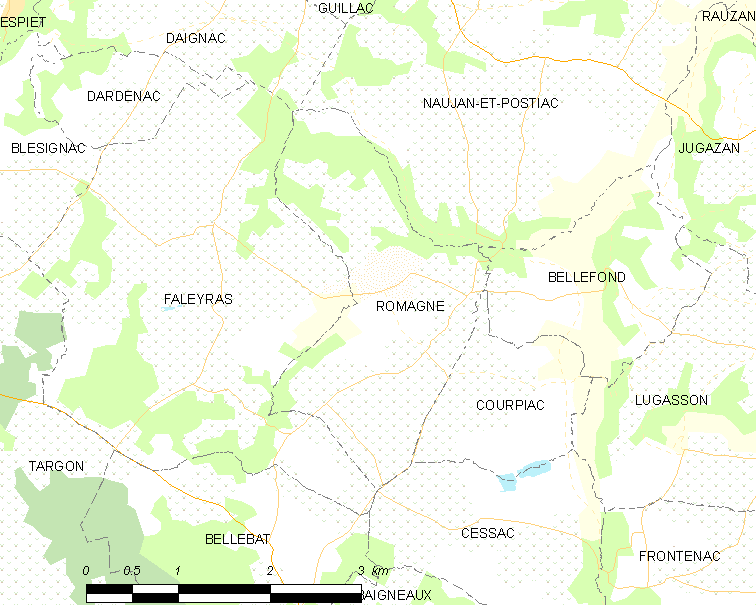
的OSM定位图

罗马涅的时区为UTC+01:00、UTC+02:00（夏令时）。

## 行政
罗马涅的邮政编码为33760，INSEE市镇编码为33358。

## 政治
罗马涅所属的省级选区为海间县。

## 人口

1962-2008年间人口变化图示

罗马涅于2022年1月1日时的人口数量为479人。